# 魁!やまなかわた
魁!やまなかわた（さきがけ やまなかわた）は毎日放送ラジオ（MBSラジオ）で2007年度のナイターオフ期間中（2007年10月 - 翌年3月）の毎週水曜日の18:30 - 21:00放送されていた番組。
パーソナリティはMBSアナウンサーの山中真（やまなか まこと）と河田直也（かわた なおや）で、番組タイトルは2人の苗字を組み合わせたものである。

## 概要
毎日放送ラジオで2007年4月から6月まで木曜深夜に放送されていた、2人がパーソナリティを務める「ぷらっと☆ホーム・やまなかわた」が好評だったことから、2007年のナイターオフにMBSのアナウンサーがパーソナリティを務める「MBSどっと!アナ」の水曜日の企画として再スタート。番組は、リスナーからメールで寄せられたアンケートを元にしたランキングや山中・河田の2人の視点から見た時事ネタトークを届ける。

## 出演者
- 河田直也（MBSアナウンサー）
- 山中真（MBSアナウンサー）

コーナー出演
- 前田阿希子（当時・MBSアナウンサー）